# Boussé
Pour les articles homonymes, voir Boussé (homonymie).
Boussé est le village chef-lieu du département de Boussé situé dans la province du Kourwéogo de la région Plateau-Central au Burkina Faso.

## Géographie
Boussé est situé à environ 60 km au nord-ouest du centre de Ouagadougou. La commune est traversée par la route nationale 2 reliant Ouagadougou à Ouahigouya, puis à la frontière malienne.
La ville, dénombrant 15 868 habitants en 2006, est divisée en cinq secteurs :
- secteur 1 : 4 889 habitants ;
- secteur 2 : 2 921 habitants ;
- secteur 3 : 3 288 habitants ;
- secteur 4 : 2 617 habitants ;
- secteur 5 : 2 153 habitants.

## Économie
La ville possède un important marché régional.

## Santé et éducation
Boussé accueille le centre médical avec antenne chirurgicale (CMA) de la province ainsi qu'un centre de santé et de promotion sociale (CSPS).
La ville possède cinq écoles primaires publiques (A à E), une maison de femmes, et accueille le lycée provincial.

## Religion
Le culte catholique est célébré dans l'église Sainte-Thérèse-de-l'Enfant-Jésus (érigée de 1996 à 2013), tandis que l'islam est pratiqué à la mosquée de Boussé.